# Aristau
Aristau (gsw. Arischtau) – gmina (niem. Einwohnergemeinde) w Szwajcarii, w kantonie Argowia, w okręgu Muri. Liczy 1 512 mieszkańców (31 grudnia 2020).